# Mirko Đerić
Mirko Đerić (Bankstown, 17 aprile 1995) è un cestista australiano con cittadinanza serba.